# Haliotis stomatiaeformis
Haliotis stomatiaeformis là một loài ốc biển, là động vật thân mềm chân bụng sống ở biển thuộc họ Haliotidae, the abalones.

## Tham khảo

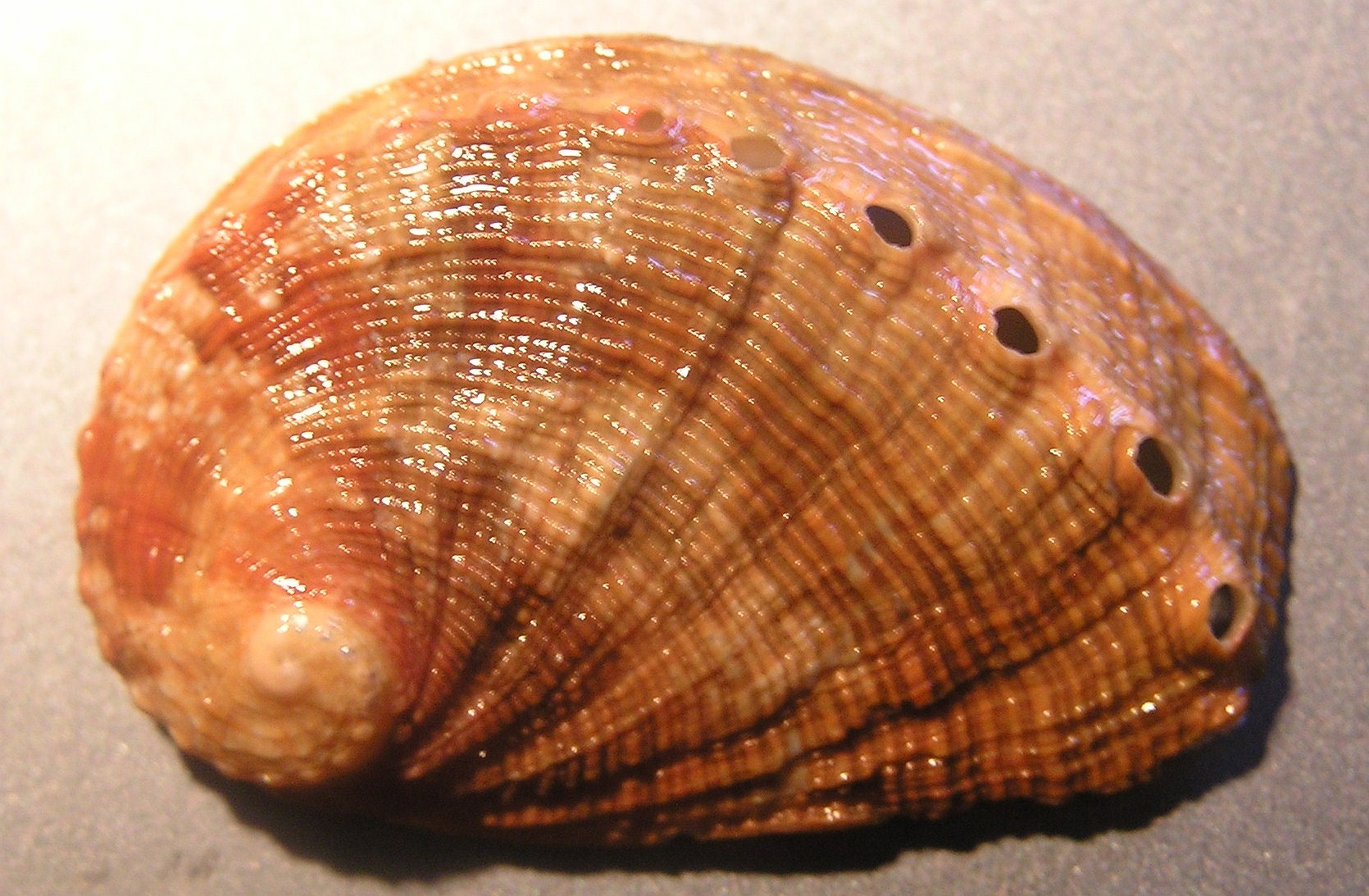
Shell of Haliotis stomatiaeformis